# Irshad Manji
Irshad Manji (Uganda, 1968) és una escriptora, periodista i activista lesbiana canadenca. És la directora del Moral Courage Project de la Universitat de Nova York. S'ha destacat per les seues posicions crítiques amb el fonamentalisme islàmic i les interpretacions ortodoxes de l'Alcorà. El New York Times l'ha descrita com "el pitjor malson d'Osama bin Laden". En la seua defensa del pensament crític entés també com a dret d'interpretació religiosa, o ijtihad, Manji ha creat una xarxa de musulmans interessats en una reforma liberal de l'islam.

## Biografia
Nasqué a Uganda el 1968 en una família musulmana. Quan Idi Amin expulsà tota la població ugandesa d'origen sud-asiàtic la família de Manji emigrà al Canadà. Ella tenia quatre anys. En el seu llibre, parla de la seua infantesa a vegades difícil.
Es llicencià en història a la Universitat de Colúmbia Britànica (Vancouver, Canadà) i fou la primera dona de ciències humanes que rebé la Medalla del Governador General per a graduacions al 1990.
De 1998 a 2001 produí QFiles en Citytv i l'emissió d'Interés Públic en Vision TV. També intervé sovint en el programa de debat televisiu Friendly Fire.
Actualment presideix VERB, un canal de televisió dedicat als joves que es qüestionen molts i variats temes. Presentà l'emissió de Big Ideas de TVOntario fins a l'arribada d'Andrew Moodie al 2006. És docent a la Universitat de Toronto.
Manji ha intervingut en molts fòrums internacionals, com ara Women's Forum Leadership Conference, l'Àsia-Pacific Economic Cooperation Conference on Technology, Learning and Culture i Los Angeles Committee on Foreign Relations.
És lesbiana i considera que la condemna de l'homosexualitat per part dels corrents més durs de l'Islam tradicionalista contradiu la tradició alcorànica que diu que "Déu feu bé tot el que creà. " La seua companya fins a 2008 fou l'activista canadenca Michelle Douglas.
Amiga de Salman Rushdie, ha rebut amenaces de mort.
Des de maig de 2005, participa en el bloc Huffington Post.